# Иегудиил
Иегудии́л (ивр. יְהֻוּדִיאֵל‎ — Yehudiel «хвала Божия») — один из восьми архангелов в традиции православия. В Библии имя архангела не встречается. Имя этого архангела известно только из «откровения» католического монаха Амадея Португальского XV века. Он часто изображается на иконах держащим корону и хлыст.
Руководство к писанию икон:
Архангел Божий Иегудиил изображается держащим в правой руке золотой венец, как награду от Бога за полезные и благочестивые труды святым людям, а в левой руке бич из трёх чёрных верёвок с тремя концами, как наказание грешным за леность к благочестивым трудам.
Иегудиил — покровитель всех, кто усердно трудится; корона, которую он держит, символизирует вознаграждение за духовный труд.
Иннокентий Херсонский пишет о нём: «Всякий из нас, от мала до велика, обязан жить и трудится для славы Божией. Чем больше подвиг, тем выше и светлее награда. В деснице Архангела не просто венец: это награда для всякого христианина, трудящегося во славу Божию».